# Accelerogramma
Un accelerogramma è un diagramma in funzione del tempo che rappresenta le accelerazioni indotte al suolo in un dato sito, in tre direzioni tra loro perpendicolari, durante un evento sismico.

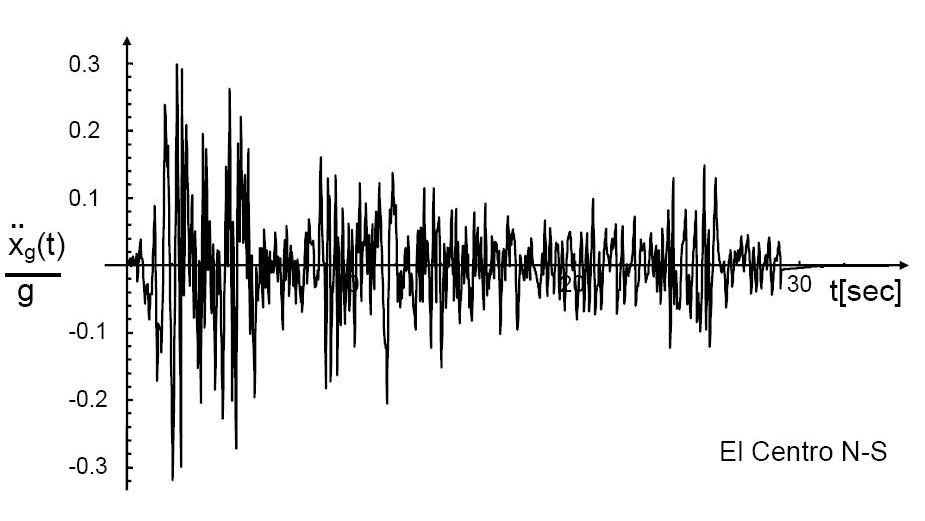
Componente Nord-Sud dell'accelerazione del suolo per il terremoto di El Centro del 1940

## Accelerogramma ed azione sismica
Le prime rilevazioni accelerometriche risalgono intorno al 1940. L'accelerogramma più conosciuto di quel periodo è quello relativo al terremoto di El Centro, Imperial Valley in California.
Poiché è riconosciuto ampiamente che la variabilità nella risposta di una struttura soggetta ad azione sismica è certamente riconducibile all'azione sismica stessa, è necessario disporre di modelli efficaci che rappresentino esattamente l'evento sismico. In base al tipo di analisi strutturale che si intende realizzare, si dispone di dati analitici diversi. Uno dei dati di base per la descrizione dell'azione sismica è appunto un accelerogramma, andamento temporale delle accelerazioni del terreno.

## Genesi ed utilizzo degli accelerogrammi
Ai fini dell'analisi strutturale e della valutazione della vulnerabilità sismica, si fa riferimento ad accelerogrammi di diversa genesi:
- accelerogrammi naturali, conservano le caratteristiche specifiche del sisma in termini di intensità I nel sito di registrazione, magnitudo M dell'evento, e distanza d dal sito all'epicentro, tramite la legge di attenuazione:

{\displaystyle \log {I}=b+g_{M}\left({m}\right)+g_{D}\left({d}\right)+\epsilon }
Per siti diversi dal sito di registrazione, l'utilizzo di questi accelerogrammi deve avvenire con cautela, in quanto, a parità di intensità, possono dare luogo a caratteristiche ben diverse da quelle attese per l'analisi.
- accelerogrammi sintetici spettro-compatibili, possono essere generati a partire da alcune caratteristiche attese per le loro componenti. Con riferimento alla risposta dinamica di un oscillatore lineare, si possono generare segnali accelerometrici che determinino determinati valori di spostamento su tale sistema. Tali accelerogrammi si definiscono"spettro-compatibili" in quanto vengono costruiti a partire da uno spettro di risposta atteso.
- accelerogrammi derivanti da modelli sismologici, ottenuti artificialmente a partire da modellazione dei fenomeni di generazione e propagazione dei terremoti. Elementi fondamentali sono la dimensione della faglia, dal cui scorrimento si origina il movimento tellurico, e la natura del mezzo, entro cui si propagano le onde. Esistono dei metodi semi-empirici per la costruzione di accelerogrammi spettro-compatibili, tra cui spicca il Metodo "Stocastico" di Boore (dipendente da variabili aleatorie nello spazio e nel tempo), il cui punto di partenza è una forma spettrale desiderata.

Gli accelerogrammi vengono usati in analisi sismiche non lineari di strutture per avere una storia temporale del comportamento sotto azione sismica di tali strutture. Molti programmi di calcolo agli elementi finiti contengono nei propri database degli accelerogrammi di eventi sismici significativi. Di solito questi accelerogrammi sono "normalizzati" al valore massimo in valore assoluto dell'accelerazione. Questo valore massimo viene indicato con la sigla PGA (Peak ground acceleration) e in base a questo valore, e ad altre caratteristiche intrinseche della struttura, si costruiscono gli spettri di risposta.
Diverse istituzioni accademiche e di ricerca hanno messo a disposizione in rete i propri database, da cui è possibile ottenere le registrazioni relative ad eventi sismici più o meno recenti, in termini di magnitudo, distanza dal sito, mappatura geologica, PGA (Peak Ground acceleration), PGV (Peak Ground Velocity), PGD (Peak Ground Displacement).